# MTV (Regno Unito e Irlanda)
MTV è un canale televisivo a pagamento britannico-irlandese prodotto da ViacomCBS Networks International.

## Storia

### Nascita
MTV viene lanciata il 1º luglio 1997 a seguito di una strategia di marketing della Viacom per lanciare le versioni regionali del canale musicale. I primi programmi ad essere trasmessi nella versione inglese e irlandese sono per lo più tutti show prodotti da Viacom International Media Networks, come Euro Top 20, MTV Select, MTV News, MTV News Weekend Edition, Non-Stop Hits, US Top 20 Hitlist UK, Stylissimo, The Big Picture, Up 4 It e The Lick.
Nel 1999, Viacom annuncia l'intenzione di fa partire nuovi canali tematici a pagamento sulla piattaforma satellitare Sky, lanciando così MTV Extra e MTV Base.

### Anni 2000
Dal 2002, MTV comincia a trasmettere molte delle produzioni americane di MTV, così come tutti gli altri canali in Europa. MTV decise quindi di chiudere molti dei programmi prodotti in patria, a favore della trasmissione di quelli americani. Questi show includono Jackass, Date My Mom e Dismissed. Nonostante la tematica principale del canale fosse quella della musica, MTV già da questo periodo cominciò a trasmettere sempre meno video musicali nei programmi di rotazione di videoclip. Questa "moda" è stata infine adottata anche da molti altri canali europei targati MTV, eccetto MTV Adria, che è l'unico canale che dedica molto tempo della sua programmazione nella trasmissione di videoclip e documentari sul mondo della musica.
Nel luglio 2007, MTV nel Regno Unito venne rinominata in 'MTV One' e venne cambiato ad esso anche tutte le sue grafiche. MTV2 venne ovviamente rinominato in 'MTV Two' per seguire lo stesso processo di tutti i canali inglesi. Le pubblicità riguardanti questa nuova mossa commerciale cominciarono il 1º luglio 2007 con lo slogan MTV New 22.07.07. Nel 2009, MTV One tornò ad esser chiamato semplicemente come MTV e il servizio di differita venne rinominato da MTV One +1 a MTV +1.
Per gran parte del 2008, le nuove fonti per la trasmissione di video musicali rimasero MTV Two, MTV Hits, MTV Dance, MTV Base e TMF. A partire dal 2009 gli unici programmi a trattare musica sono MTV Push, MTV World Stage e MTV Iggy. Questi programmi vengono prodotti da Viacom International Media Networks e vengono trasmessi da tutte le MTV globali.
Dal 1º luglio 2009 MTV ha adottato delle nuove grafiche a livello internazionale. 64 canali di MTV attualmente possiedono le stesse identiche grafiche della versione inglese di MTV e trasmettono anche la stessa programmazione, basata su 50% di reality show e serie televisive e 50% su videoclip in rotazione e programmi musicali.
Dal 2010 MTV comincia a trasmettere sempre più programmi musicali, tornando al suo target originale, trasmettendo nuovi programmi televisivi musicali. I principali programmi di questa ulteriore mossa sono MTV World Stage e Friday Night Music.

## Diffusione
Fin dalla sua nascita, la versione britannica di MTV trasmette nel Regno Unito e in Irlanda. Solo per un breve periodo, tra il luglio 1997 e giugno 1998, la rete era anche disponibile gratuitamente in Nuova Zelanda tramite un contratto speciale tra TVNZ e Viacom International Media Networks. Il canale inizialmente era visibile in analogico con il satellite Astra 1A, in seguito nell'aprile 2001, il canale è trasmesso solo in via digitale. Dal 2010 MTV, nel Regno Unito, è disponibile con le piattaforme Virgin Media e Sky, mentre nella Repubblica d'Irlanda, MTV è disponibile attraverso le seguenti compagnie, Sky Ireland, UPC Ireland, Magnet Networks e Smartvision.

## Programmazione

### Attuale

#### Locale
- MTV News
- MTV Digs
- MTV Bang

#### Pan-Europea
- MTV Push (2009–presente)
- MTV World Stage (2009)
- MTV At The Movies

### Passata

#### Locale
- Kerry Katona: Crazy in Love (2007–2008)
- The Mighty Moshin' Emo Rangers (2007–2008)
- Living on the Edge (2007–2008)
- Crazy in Love (2008)
- Fur TV (2008)
- Totally Jodie Marsh: Who'll Take Her Up the Aisle?
- Strutter
- Dirty Sanchez
- Brand: New (1999–2002)
- Select MTV (1996–2001)
- Videoclash (2000–2001)
- US Top 20 (1987–2002)
- Hitlist UK (1992–2002)
- Hitlist International (2004)
- Hitlist US (2004)
- Irish Top 5 (2004)
- On Call (2001)
- 3XLive (1999)
- MTV News Daily Edition (1999–2001)
- MTV News Weekend Edition (1997–2002)
- MTV News Cube (2008)
- MTV Bytesize (1999–2002)
- MTV Txt Request (2001–2002)
- MTV Amour (1996–1998)
- The Lick con Trevor Nelson
- Daily Chart Show Live(2001)
- Videoclash Live (2002)
- Partyzone (1987–2004)
- Totally Boyband
- Non-Stop Hits (1997–1999)
- Mad 4 Hits (1998–2001)
- MTV Hot (1997–1998)
- Up 4 It (1997–1998)
- MTV Amour (1997–1998)
- TRL UK (2003–2005)
- FYI (2007)

#### Pan-Europea
- Euro Top 20 (1990–2009)
- MTV Iggy (2008–2009)
- Crispy News (2009–2010)

#### Da MTV USA
- FNMTV
- Beavis and Butthead
- Celebrity Deathmatch
- Clone High
- Cribs
- Daddy's Little Girl's
- Run's House
- Date My Mom
- Happy Tree Friends
- Hogan Knows Best
- Human Giant
- Jackass
- Laguna Beach
- MADE
- Total Request
- The Hills
- Making the Video
- My Super Sweet 16
- Newlyweds: Nick and Jessica
- The Osbournes
- Pimp My Ride US
- Punk'd
- Wild 'N Out
- Viva La Bam
- Bam's Unholy Union
- The Tom Green Show
- Life of Ryan

#### Da Viacom Media Networks
- Acceptable.TV
- Drawn Together
- South Park

## Presentatori e VJ

### Attuali
- Melvin O'Doom
- Rickie Haywood Williams

- Laura Whitmore
- Alice Levine

### Precedenti
- Michael Gibson
- Simone Angel
- Justin Lee Collins
- Donna Air
- Tim Kash
- Zane Lowe
- Sara Cox
- Alex Zane
- June Sarpong
- Sarah Cawood
- Emma Ledden
- Dannan Breathnach
- Lisa Snowdon
- Kelly Brook
- Richard Blackwood
- Cat Deeley
- Louis Bhose
- Jon Franks
- Edith Bowman
- Russell Brand
- DP
- Dave Berry
- Anthony Crank
- Eddy Temple-Morris
- Emma Griffiths

## Canali tematici

### Attivi
| Logo | Nome        | Inizio trasmissioni | Descrizione |
| ---- | ----------- | ------------------- | --- |
|      | MTV Base    | 1º luglio 1999      | È un canale che trasmette musica hip hop, R&B e rap e anche programmi sui generi elencati. |
|      | MTV Classic | 1º luglio 1999      | Trasmette tutto il tempo successi dagli anni '60 ai '90. In precedenza era conosciuto come VH1 Classic. |
|      | MTV Hits    | 1º luglio 1999      | Trasmette le hit delle classifiche più in voga sia del presente che del passato. Sostituisce MTV Extra. Fino al 2 maggio 2020 è stata visibile anche in Italia su Sky. |
|      | MTV Music   | 10 novembre 2007    | In passato noto come MTV Shows, il canale dedica la maggior parte della programmazione al target originario di MTV, ovvero quello musicale. |
|      | MTV Live    | 15 settembre 2008   | È la versione europea completamente in alta definizione lanciata da MTV Europe nel 2008, visibile sulla piattaforma britannica Sky. Il canale trasmette principalmente musica e concerti, e il sabato e domenica mattina alcuni contenuti da Nickelodeon (facente parte di Viacom). |

### Chiusi
| Logo | Nome      | Inizio trasmissioni | Fine trasmissioni | Descrizione |
| ---- | --------- | ------------------- | ----------------- | --- |
|      | VH1       | 10 ottobre 1994     | 7 gennaio 2020    | Trasmetteva musica a rotazione e trasmetteva anche show e alcune televendite. |
|      | M2        | 10 ottobre 1998     | 1º maggio 2000    | Era un canale interattivo. Qui gli spettatori controllavano il contenuto della rete, tra cui playlist e gli ident. È stato sostituito da MTV2. |
|      | MTV Extra | 1º luglio 1999      | 1º maggio 2001    | Era un misto di video musicali e repliche di programmi MTV. Poco prima della chiusura, la programmazione venne limitata ai video musicali (sotto il nome Pure Music) con il blocco di MTV Dance nella sera diventato in seguito un canale a sé stante.                                                                 |
|      | MTV2      | 1º maggio 2000      | 22 luglio 2007    | L'emittente era indirizzata sugli spettacoli a tema indie alternativi e video musicali. Tramite il proprio sito web, si poteva seguire la programmazione televisiva e gli spettatori potevano programmare fino a un'ora di contenuti televisivi.                                                                       |
|      | MTV Dance | 20 aprile 2001      | 24 maggio 2018    | Era un canale di MTV dedicato alla musica elettronica e dance che trasmetteva video musicali e programmi underground. |
|      | TMF       | 31 ottobre 2002     | 26 ottobre 2009   | Fu lanciato per far competizione al canale The Hits della compagnia EMAP. TMF originariamente partì come un canale di musica non-stop, in seguito trasmise altri programmi di MTV e altri canali affiliati. |
| mtv  | VH2       | 16 dicembre 2003    | 1º agosto 2006    | Era stato il canale gemello di VH1, improntato sulla musica indie rock e mirato al target maschile 25-34. Trasmetteva musica e documentari sulle rockstar del passato. Ha chiuso per far posto a MTV Flux. |
|      | MTV Flux  | 6 settembre 2006    | 1º febbraio 2008  | Era un canale in cui i veri protagonisti erano proprio i telespettatori da casa che potevano inviare tramite il sito internet di MTV Flux i loro video che successivamente venivano trasmessi dalla rete, e trasmetteva anche i video musicali più richiesti. È stato sostituito da MTV One +1 (diventato poi MTV +1). |
|      | MTV Two   | 22 luglio 2007      | 1º marzo 2010     | Era specializzato nella musica rock e indie e proponeva show di grande fama. Il canale è stato poi soppresso e rimpiazzato da MTV Rocks. |
|      | MTV Shows | 8 novembre 2007     | 1º febbraio 2011  | Precedentemente conosciuto come MTV ®, MTV Shows era dedicato alle produzioni originali MTV. Successivamente è stato sostituito da MTV Music. |
|      | MTV +1    | 1º febbraio 2008    | 20 luglio 2020    | Questo canale timeshift di MTV ha rimpiazzato MTV Flux, che a sua volta rimpiazzò VH2 e trasmetteva l'identica programmazione di MTV posticipata di un'ora. |
|      | VIVA      | 26 ottobre 2009     | 31 gennaio 2018   | Era il canale musicale e d'intrattenimento che ha preso il posto di TMF. Il canale trasmetteva anche contenuti dai canali del gruppo come MTV e Comedy Central. |
|      | MTV Rocks | 1º marzo 2010       | 20 luglio 2020    | Era un canale dedicato alla musica alternative rock. Fino al 2 maggio 2020 è stato visibile anche in Italia su Sky. |
|      | MTV OMG   | 1º marzo 2018       | 20 luglio 2020    | Ha sostituito VIVA ed era rivolto ad un pubblico prevalentemente femminile. Trasmetteva classifiche settimanali e playlist video incentrate sulle canzoni d'amore (talvolta etichettate come MTV Love). |
|      | Club MTV  | 24 maggio 2018      | 20 luglio 2020    | Era un canale di musica elettronica conosciuto in passato come MTV Dance. |

## Loghi

1º luglio 1997 - 22 luglio 2007
1º luglio 2011 - 14 settembre 2021
In uso dal 14 settembre 2021
In uso dal 14 settembre 2021 (solo ident e sito web)